# Евтихије Цариградски
Свети Евтихије је био патријарх цариградски. 
Рођен је у Фригији од хришћанских родитеља. Отац му је био официр. Једном се играо Евтихије са вршњацима својим, а забава им је била у томе што је свако писао име своје на стени и поред имена онај чин, који ће у животу и добити. Када је дошао ред на Евтихија, он је написао: Евтихије патријарх! У тридесетој години постао је игуман једног манастира амасијског. У четрдесетој години га је послао Амасијски митрополит уместо себе не Пети васељенски сабор. На сабору се истекао како својом ученошћу, тако и благочешћем. Када је настала препирка, да ли могу јеретици после своје смрти бити предани анатеми, он је заступао мишљење да могу позивајући се на Књигу Царства, 13, 1-8 и на IV књигу Царства 23, 16. Тада се допао цару Јустинијану и патријарху Мини. Цар га је често питао за савет, а Мина (у то време врло богат) назначио га је за свога наследника и умолио цара, да то спроведе у дело. Дванаест година је свети Евтихије управљао црквом мирно. Али потом се цар Јустинијан приклонио монофизитској јереси афтартодокета, која је учила да је Господ Исус и пре васкрсења имао тело божанско и нетрулежно, без осећања глади и жеђи и бола. Евтихије је одлучно устао против те јереси, због чега га је цар одагнао у прогонство, у његов првобитни манастир. Ту је проживео Евтихије дванаест година и осам месеци, и како хришћани верују показао се великим чудотворцем, исцељујући људе од разних болести молитвама и помазивањем јелејем. Јустинијан се покајао и умро, а њега је наследио Јустин II, који је вратио Евтихија опет на престо патријарашки, на коме је остао до смрти мирно управљајући црквом. Преминуо је 582. године у својој седамдесетој години.
Српска православна црква слави га 6. априла по црквеном, а 19. априла по грегоријанском календару.